# Mistrzostwa Świata w Hokeju na Trawie Mężczyzn 2010
12. Mistrzostwa świata w hokeju na trawie mężczyzn odbyły się w dniach 28 lutego - 13 marca 2010 w Nowym Delhi, w Indiach. 
Złoty medal zdobyła reprezentacja Australii, pokonując w finałowym pojedynku broniących tytułu Niemców 2:1. Reprezentacja Polski nie zakwalifikowała się do finałów mistrzostw, zajmując w kwalifikacyjnym turnieju w Lille (rozgrywany na przełomie października i listopada 2009) trzecie miejsce (awansowały dwa pierwsze zespoły).

## Uczestnicy

### Grupa A
- Argentyna
- Holandia
- Kanada
- Korea Południowa
- Niemcy
- Nowa Zelandia

### Grupa B
- Anglia
- Australia
- Hiszpania
- Indie
- Pakistan
- Republika Południowej Afryki

## Wyniki

### Faza grupowa

#### Grupa A
| Data - Czas lokalny (UTC +05:30) |                  |                  | Wynik |
| -------------------------------- | ---------------- | ---------------- | ----- |
| 1 marca – 16:35                  | Nowa Zelandia    | Kanada           | 3:2   |
| 1 marca – 18:35                  | Niemcy           | Korea Południowa | 2:2   |
| 1 marca – 20:35                  | Holandia         | Argentyna        | 3:0   |
| 3 marca – 16:35                  | Niemcy           | Kanada           | 6:0   |
| 3 marca – 18:35                  | Korea Południowa | Argentyna        | 2:1   |
| 3 marca – 20:35                  | Holandia         | Nowa Zelandia    | 3:1   |
| 5 marca – 16:35                  | Nowa Zelandia    | Korea Południowa | 2:1   |
| 5 marca – 18:35                  | Holandia         | Kanada           | 6:0   |
| 5 marca – 20:35                  | Niemcy           | Argentyna        | 4:3   |
| 7 marca – 16:35                  | Korea Południowa | Kanada           | 9:2   |
| 7 marca – 18:35                  | Argentyna        | Nowa Zelandia    | 1:0   |
| 7 marca – 20:35                  | Holandia         | Niemcy           | 2:2   |
| 9 marca – 16:35                  | Niemcy           | Nowa Zelandia    | 5:2   |
| 9 marca – 18:35                  | Korea Południowa | Holandia         | 2:1   |
| 9 marca – 20:35                  | Argentyna        | Kanada           | 4:2   |

Tabela
| Miejsce | Kraj             | Gry | Bramki | Punkty |
| ------- | ---------------- | --- | ------ | ------ |
| 1       | Niemcy           | 5   | 19:9   | 11     |
| 2       | Holandia         | 5   | 15:5   | 10     |
| 3       | Korea Południowa | 5   | 16:8   | 10     |
| 4       | Argentyna        | 5   | 9:11   | 6      |
| 5       | Nowa Zelandia    | 5   | 8:12   | 6      |
| 6       | Kanada           | 5   | 6:28   | 0      |

#### Grupa B
| Data - Czas lokalny (UTC +05:30) |                   |                   | Wynik |
| -------------------------------- | ----------------- | ----------------- | ----- |
| 28 lutego – 16:35                | Hiszpania         | Południowa Afryka | 4:2   |
| 28 lutego – 18:35                | Anglia            | Australia         | 3:2   |
| 28 lutego – 20:35                | Indie             | Pakistan          | 4:1   |
| 2 marca – 16:35                  | Anglia            | Korea Południowa  | 6:4   |
| 2 marca – 18:35                  | Pakistan          | Hiszpania         | 2:1   |
| 2 marca – 20:35                  | Australia         | Indie             | 5:2   |
| 4 marca – 16:35                  | Australia         | Południowa Afryka | 12:0  |
| 4 marca – 18:35                  | Anglia            | Pakistan          | 5:2   |
| 4 marca – 20:35                  | Hiszpania         | Indie             | 5:2   |
| 6 marca – 16:35                  | Australia         | Hiszpania         | 2:0   |
| 6 marca – 18:35                  | Południowa Afryka | Pakistan          | 4:3   |
| 6 marca – 20:35                  | Anglia            | Indie             | 3:2   |
| 8 marca – 16:35                  | Hiszpania         | Anglia            | 2:0   |
| 8 marca – 18:35                  | Australia         | Pakistan          | 2:1   |
| 8 marca – 20:35                  | Indie             | Południowa Afryka | 3:3   |

Tabela
| Miejsce | Kraj              | Gry | Bramki | Punkty |
| ------- | ----------------- | --- | ------ | ------ |
| 1       | Australia         | 5   | 23:6   | 12     |
| 2       | Anglia            | 5   | 17:12  | 12     |
| 3       | Hiszpania         | 5   | 12:8   | 9      |
| 4       | Indie             | 5   | 13:17  | 4      |
| 5       | Południowa Afryka | 5   | 13:28  | 4      |
| 6       | Pakistan          | 5   | 9:16   | 3      |

### Faza zasadnicza

#### Mecz o 11. miejsce
| Data - Czas lokalny (UTC +05:30) |        |          | Wynik    |
| -------------------------------- | ------ | -------- | -------- |
| 11 marca – 15:35                 | Kanada | Pakistan | 3:2 p.d. |

#### Mecz o 9. miejsce
| Data - Czas lokalny (UTC +05:30) |               |                   | Wynik    |
| -------------------------------- | ------------- | ----------------- | -------- |
| 12 marca – 15:35                 | Nowa Zelandia | Południowa Afryka | 5:4 p.d. |

#### Mecz o 7. miejsce
| Data - Czas lokalny (UTC +05:30) |           |       | Wynik |
| -------------------------------- | --------- | ----- | ----- |
| 12 marca – 18:05                 | Argentyna | Indie | 4:2   |

#### Mecz o 5. miejsce
| Data - Czas lokalny (UTC +05:30) |           |                  | Wynik |
| -------------------------------- | --------- | ---------------- | ----- |
| 12 marca – 20:35                 | Hiszpania | Korea Południowa | 2:0   |

#### Półfinały
| Data - Czas lokalny (UTC +05:30) |           |          | Wynik |
| -------------------------------- | --------- | -------- | ----- |
| 11 marca – 18:05                 | Niemcy    | Anglia   | 4:1   |
| 11 marca – 20:35                 | Australia | Holandia | 2:1   |

#### Mecz o 3. miejsce
| Data - Czas lokalny (UTC +05:30) |          |        | Wynik |
| -------------------------------- | -------- | ------ | ----- |
| 13 marca – 15:35                 | Holandia | Anglia | 4:3   |

#### Finał
| Data - Czas lokalny (UTC +05:30) |           |        | Wynik |
| -------------------------------- | --------- | ------ | ----- |
| 13 marca – 18:05                 | Australia | Niemcy | 2:1   |

### Końcowa kolejność
| Poz. | Państwo                      |
| ---- | ---------------------------- |
|      | Australia                    |
|      | Niemcy                       |
|      | Holandia                     |
| 4    | Anglia                       |
| 5    | Hiszpania                    |
| 6    | Korea Południowa             |
| 7    | Argentyna                    |
| 8    | Indie                        |
| 9    | Nowa Zelandia                |
| 10   | Republika Południowej Afryki |
| 11   | Kanada                       |
| 12   | Pakistan                     |